# Cynthiana (Kentucky)
Cynthiana is een plaats (city) in de Amerikaanse staat Kentucky, en valt bestuurlijk gezien onder Harrison County.

## Demografie
Bij de volkstelling in 2000 werd het aantal inwoners vastgesteld op 6258.
In 2006 is het aantal inwoners door het United States Census Bureau geschat op 6300, een stijging van 42 (0,7%).

## Geografie
Volgens het United States Census Bureau beslaat de plaats een oppervlakte van
8,7 km², geheel bestaande uit land. Cynthiana ligt op ongeveer 215 m boven zeeniveau.

## Geboren
- Lawrence Pressman (1939), acteur en filmproducent

## Plaatsen in de nabije omgeving
De onderstaande figuur toont nabijgelegen plaatsen in een straal van 24 km rond Cynthiana.